# Josef Taussig
Josef Taussig (geboren am 1. Dezember 1914 in Prag, Österreich-Ungarn; gestorben am 10. März 1945 im KZ Flossenbürg, Deutsches Reich) war ein tschechoslowakischer Journalist, Schriftsteller, Satiriker und Schauspieler, einer der zentralen Persönlichkeiten im Kulturbetrieb des Ghettos Theresienstadt.

## Leben
Taussig hatte sich nach dem Besuch der Handelsakademie in Prag und in Teplitz-Schönau an einer weiteren Schule (für Graphik) fortbilden lassen. Anschließend wurde er von einer Werbefirma und schließlich von einer Prager Bank eingestellt. Zeitweilig wirkte er auch als Journalist der Jugendzeitschrift „Hej rup“. Die Arisierungsmaßnahmen infolge der deutschen Besetzung Prags brachten dem tschechischen Juden ab März 1939 beträchtliche Schwierigkeiten. Taussig hielt sich fortan mit allerlei Gelegenheitsjobs über Wasser und arbeitete u. a. als Landarbeiter und Bauarbeiter bei der Bahn in der böhmischen und mährischen Provinz.
Am 5. Dezember 1942 wurden Taussig und seine Eltern Otto und Frederike aus ihrem Wohnort Hlinsko in das Ghetto Theresienstadt deportiert. Dort machte sich Josef Taussig rasch einen Namen als Kritiker und Satiriker und nahm an mehreren Bühnenaktivitäten wie dem Programm „Pepis Predigten“ teil. Taussigs besonderes Verdienst ist die Dokumentation künstlerischen Lebens in Theresienstadt: Er fertigte eine Reihe von Protokollen an, sein besonderes Augenmerk galt der Analyse und Charakterisierung der Kabarettszene im Lager. Am 28. Oktober 1944 wurde Taussig gemeinsam mit einer Reihe berühmter deutscher Film- und Bühnenkünstler wie Kurt Gerron und Otto Wallburg in das Vernichtungslager Auschwitz verlegt. Dank seines jungen Alters und seiner physischen gesunden Konstitution überlebte er das Lager und wurde Ende Januar 1945 über das Außenlager Groß-Rosen (Schlesien) am 13. Februar 1945 in das bayerische KZ Flossenbürg verlegt, wo Taussig vier Wochen später verstarb.